# 格雷戈里奥·佩塞斯-巴尔瓦
格雷戈里奥·佩塞斯-巴尔瓦·马丁内斯（西班牙語：Gregorio Peces-Barba Martínez，1938年1月13日—2012年7月24日），男，马德里人，西班牙工人社会党党员。前西班牙众议院议长，马德里卡洛斯三世大学校长。
他是1978年西班牙宪法的七位起草人之一。

## 生平
1938年出生于马德里。父亲是一名律师。大学考入马德里康普顿斯大学法律系，以一篇关于天主教哲学家雅克·马里顿社会和政治思想的论文获得博士学位。他还在斯特拉斯堡大学获得了比较法学位。1962年开始了律师职业生涯。1966年成为马德里康普顿斯大学法律系讲师。
在佛朗哥独裁统治下，他积极投身于人权和民主运动。1971年被逮捕，并被关押数月。次年加入了西班牙工人社会党。
佛朗哥去世后，他于1977年6月当选为众议院议员，代表巴利亚多利德选区。1979年，他被任命为众议院社会党团总负责人兼发言人，直到1981年辞职。1982年11月至1986年7月担任众议院议长。1989年至2007年担任马德里卡洛斯三世大学校长。2008年，他设立了以自己名字命名的基金会，以促进民主与人权事业。
2012年7月，他在阿斯图里亚斯的里瓦德塞利亚度假，突然发病被紧急送往医院。7月24日因腎衰竭抢救无效去世。当天下午，遗体从奥维耶多转移到马德里科尔梅纳雷霍。25日被安葬在科尔梅纳雷霍公墓。

## 荣誉
- 大十字级天主教伊莎贝拉勋章（1978年）
- 法国荣誉军团骑士勋章（1987年12月13日授予）[4]
- 哈恩大学荣誉博士（2009年3月）[5]
- 加的斯大学荣誉博士（2012年10月追授）[6]